# Rethem (Aller)
Rethem is een gemeente in de Duitse deelstaat Nedersaksen. Het stadje maakt deel uit van de Samtgemeinde Rethem/Aller in het Landkreis Heidekreis; het bestuur van deze Samtgemeinde is te Rethem gevestigd. 
Rethem (Aller) telt 2.297 inwoners.

## Stadsdelen
- Rethem (Kernstadt)
- Rethem-Moor
- Stöcken
- Wohlendorf (ruim 100 inwoners)

## Geografie
Rethem ligt aan de rivier de Aller. Te Rethem mondt een 30 km lang zijriviertje, de Alpe, in de Aller uit.
De belangrijkste verkeersweg van Rethem is de Bundesstraße 209.

## Economie, toerisme
Verreweg het belangrijkste middel van bestaan in Rethem is het toerisme.
Rethem ligt in een streek die rijk is aan natuurschoon, met veel bos, nabij de Lüneburger Heide. Verscheidene voormalige zand- en grindgroeven langs de Aller zijn in gebruik als recreatieplas, soms met aangrenzende camping. Langs de Aller loopt een langeafstands-fietsroute. 

## Geschiedenis

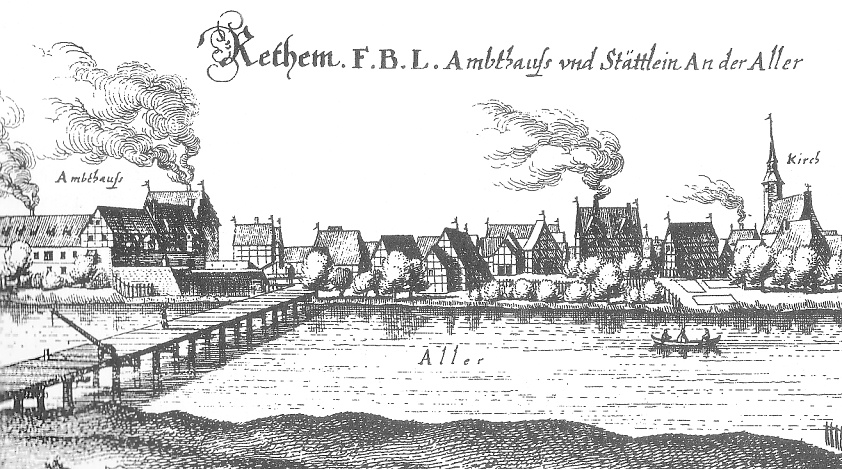
Merian-prent van het kasteel (links) en het stadje Rethem aan de Aller (ca. 1650)
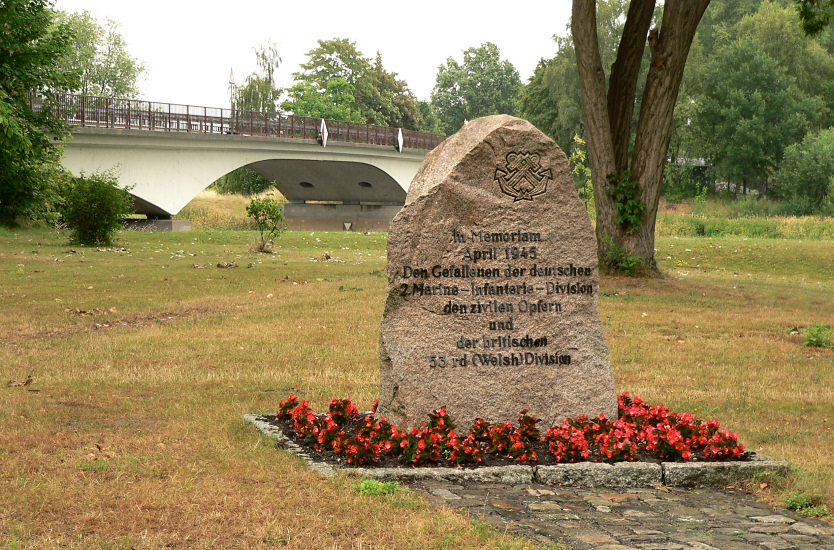
Oorlogsmonument bij de Allerbrug, Rethem

Rethem ontstond rondom een kasteel, Burg Rethem, in het begin van de 13e eeuw. Omstreeks 1300 verkreeg het Vorstendom Lüneburg het plaatsje en het kasteel van het Bisdom Minden. In 1353 verleende de heer van Lüneburg stadsrechten aan Rethem. In de daaropvolgende eeuwen was Rethem voor de stad Lüneburg van belang, omdat deze vanuit het kasteel het gezag uitoefende over een brug over of voorde in de Aller, die een etappeplaats was in de handelsroute voor het vervoer van het Lüneburger zout. Om deze reden liet het Hertogdom Brunswijk-Lüneburg de Burg Rethem in de 16e eeuw dan ook tot een met o.a. bastions versterkte burcht uitbouwen. In 1548 liep Rethem zware schade op door oorlogsgeweld in de nasleep van de Schmalkaldische Oorlog. In de daarop volgende eeuwen verviel het kasteel  geleidelijk tot een ruïne. 
Van 1903 tot 1981 (voor reizigersvervoer tot 1966) had Rethem een station aan een spoorlijn naar Celle. Over het tracé van deze spoorlijn loopt een fietspad. 
In april 1945 , aan het eind van de Tweede Wereldoorlog, was de brug over de Aller bij het stadje, omdat deze strategisch belangrijk was, het toneel van zware strijd; uiteindelijk wisten de geallieerden deze positie, en het stadje Rethem, te veroveren.
In 2004 werd op de ruïnes van het kasteel een nieuw cultureel centrum Burg Rethem gebouwd.

## Afbeeldingen

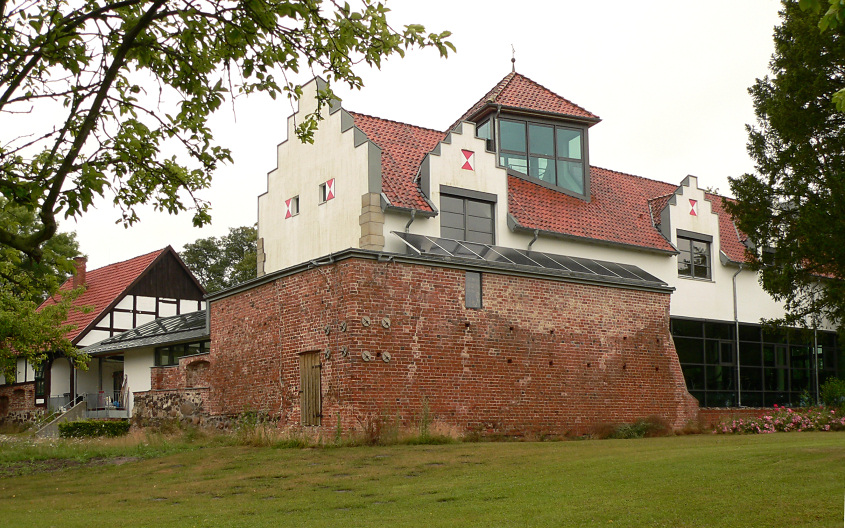
Cultureel centrum (nieuwe) Burg Rethem (1)
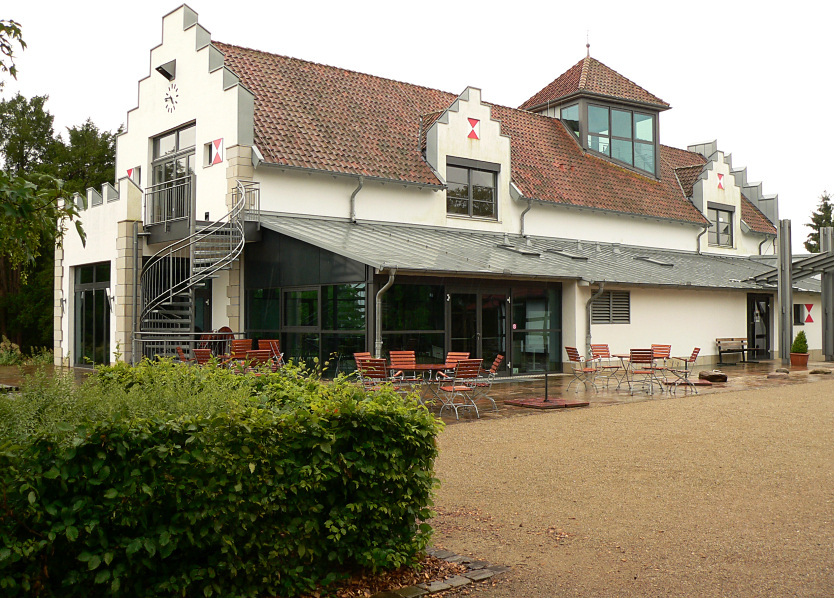
Cultureel centrum Burg Rethem (2)
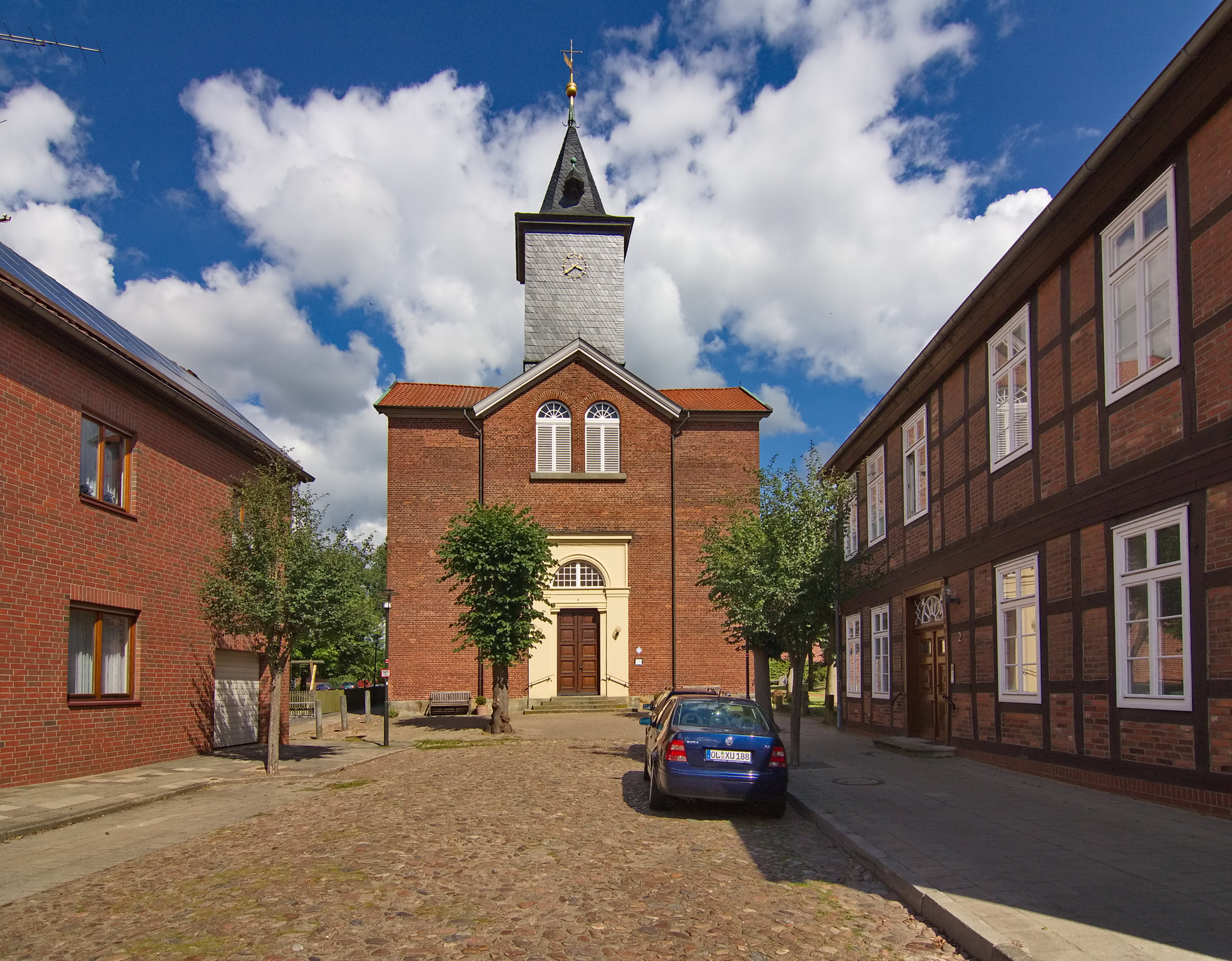
Evang.-luth. Mariakerk (1839)
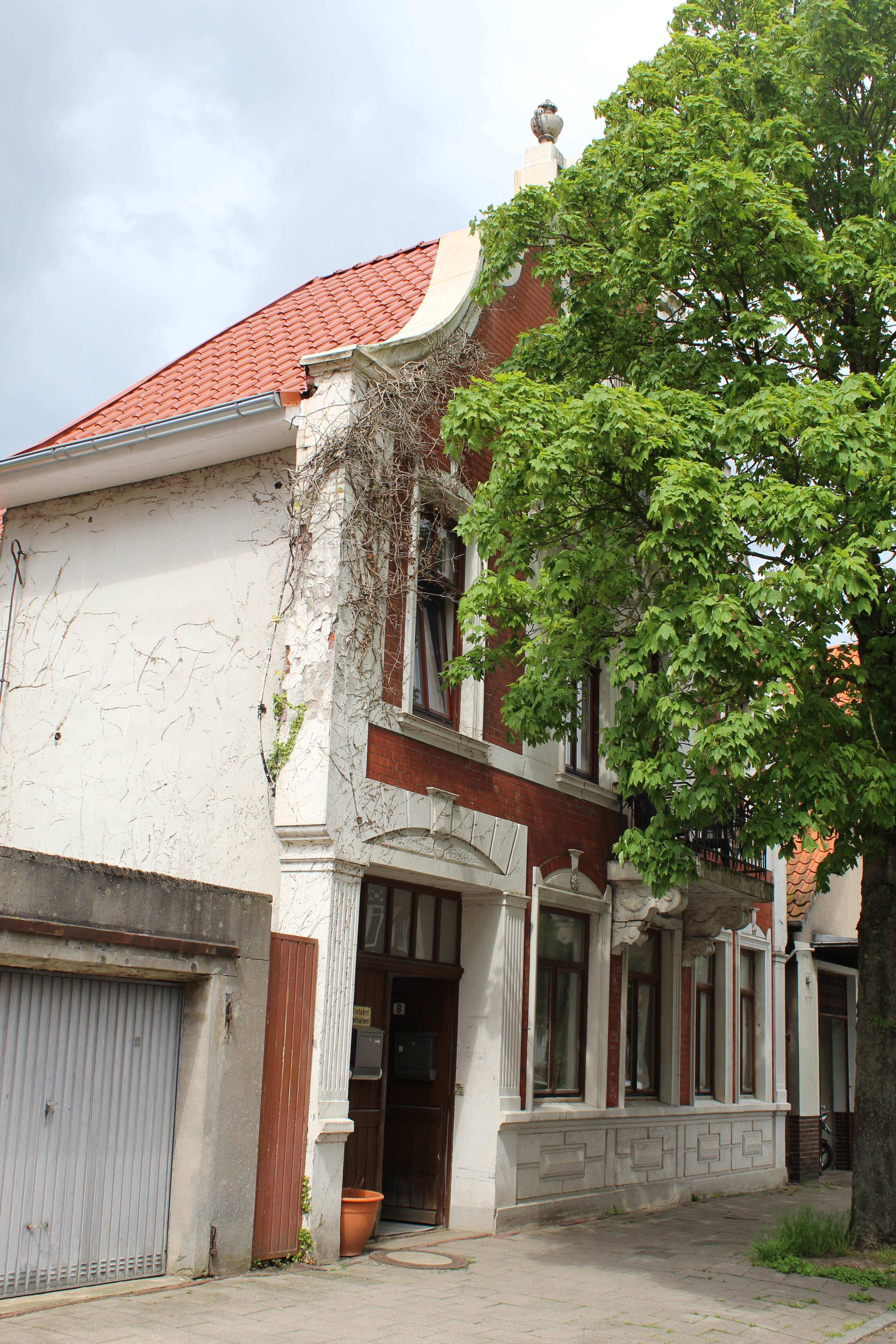
Monumentaal huis aan de Mühlenstraße te Rethem
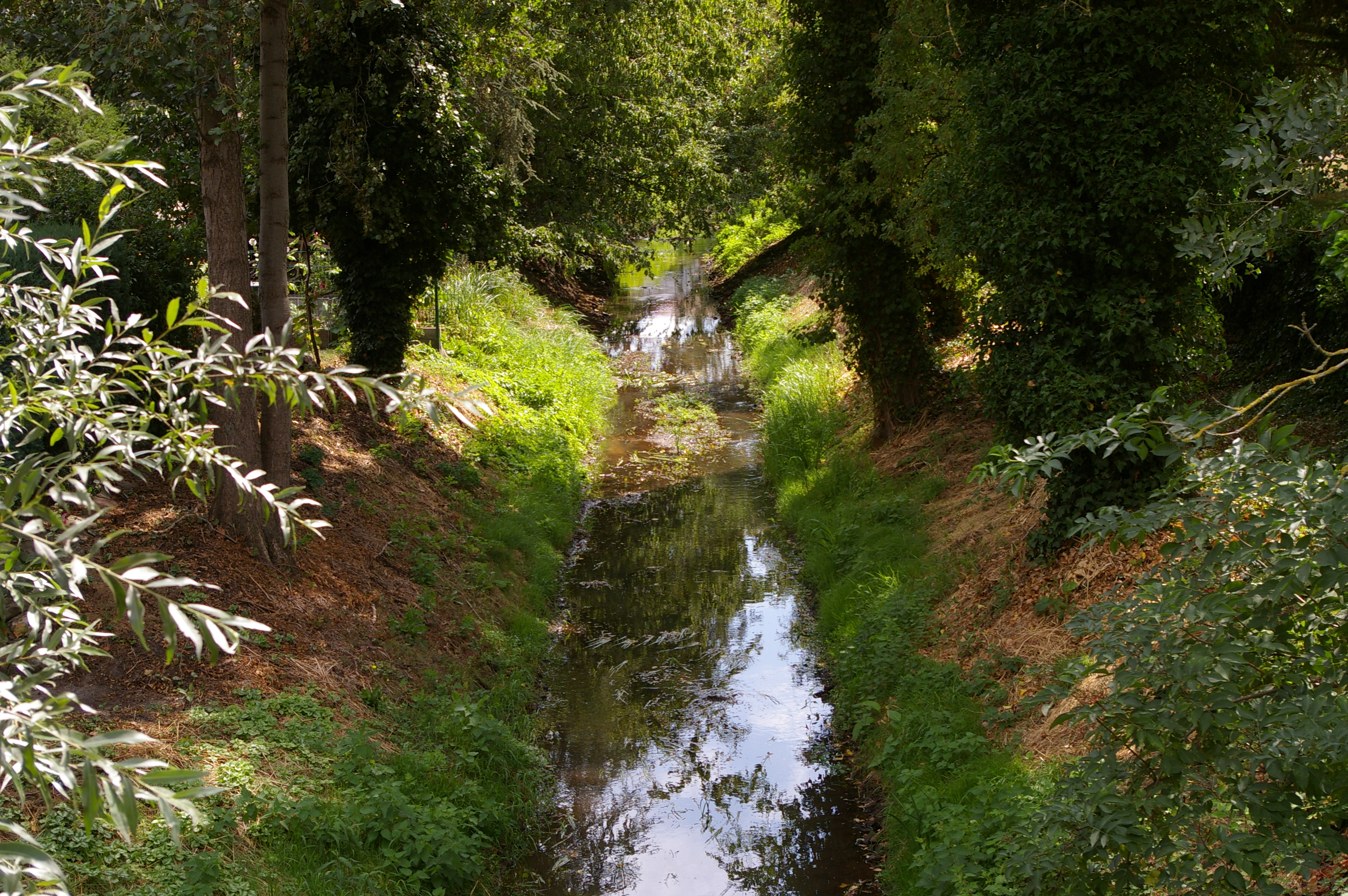
De Alpe bij Rethem

- Gemeinsame Normdatei: 4103718-2
- National Archives and Records Administration: 10037907
- Nationale Bibliotheek van Israël: 987009706144605171
- Virtual International Authority File: 151149339

Ahlden · 
Bad Fallingbostel · 
Bispingen · 
Böhme · 
Bomlitz · 
Buchholz · 
Eickeloh · 
Essel · 
Frankenfeld · 
Gilten · 
Grethem · 
Hademstorf · 
Häuslingen · 
Hodenhagen · 
Lindwedel · 
Munster · 
Neuenkirchen · 
Osterheide · 
Rethem (Aller) · 
Schneverdingen · 
Schwarmstedt · 
Soltau · 
Walsrode · 
Wietzendorf